# Швабы (Логойский район)
Швабы (бел. Швабы), до 2007 года — Чирвоная Швабовка (бел. Чырвоная Швабаўка) — деревня в Беларуси, в Логойском районе Минской области. Административный центр Швабского сельсовета.

## География
Находится в юго-восточной части Логойского района, в 24 км от Логойска, в 65 км от Минска, в 35 км от железнодорожной станции Борисов.

## Население
По состоянию на 2003 год: 368 жителей, 158 дворов.

## Инфраструктура
Лесничество, детский сад, фельдшерско-акушерский пункт, библиотека.

## Достопримечательность
- Церковь Святой Живоначальной Троицы, относящаяся к Борисовской епархии.

## Галерея

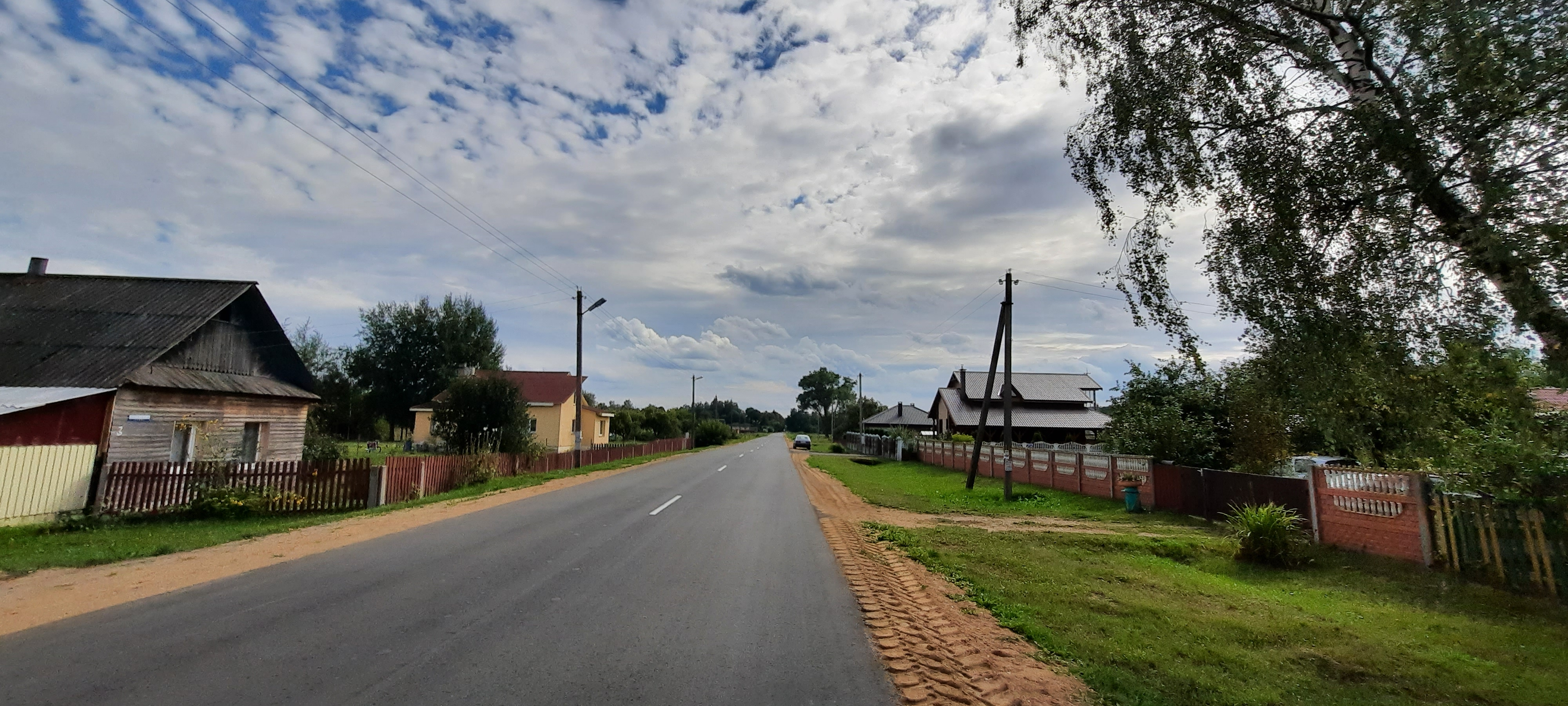
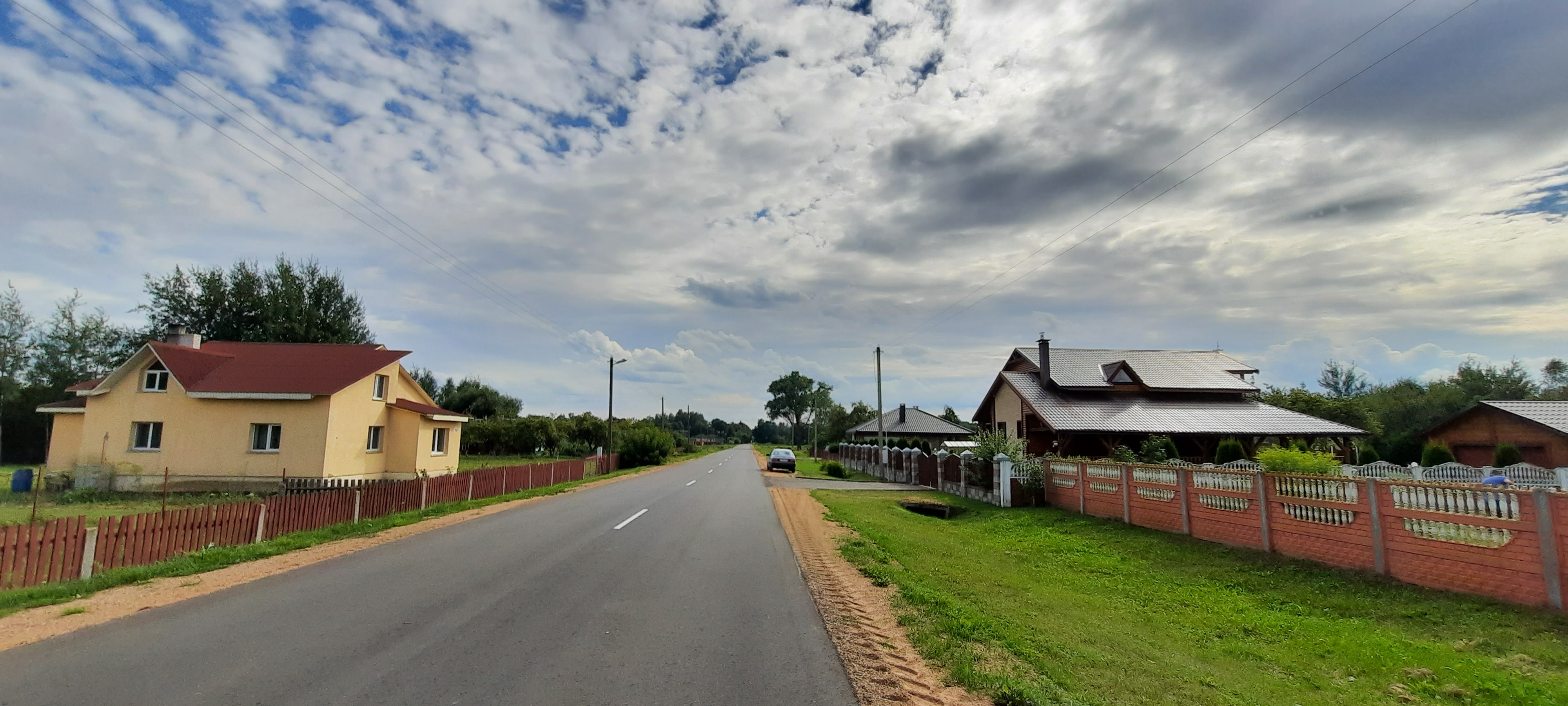
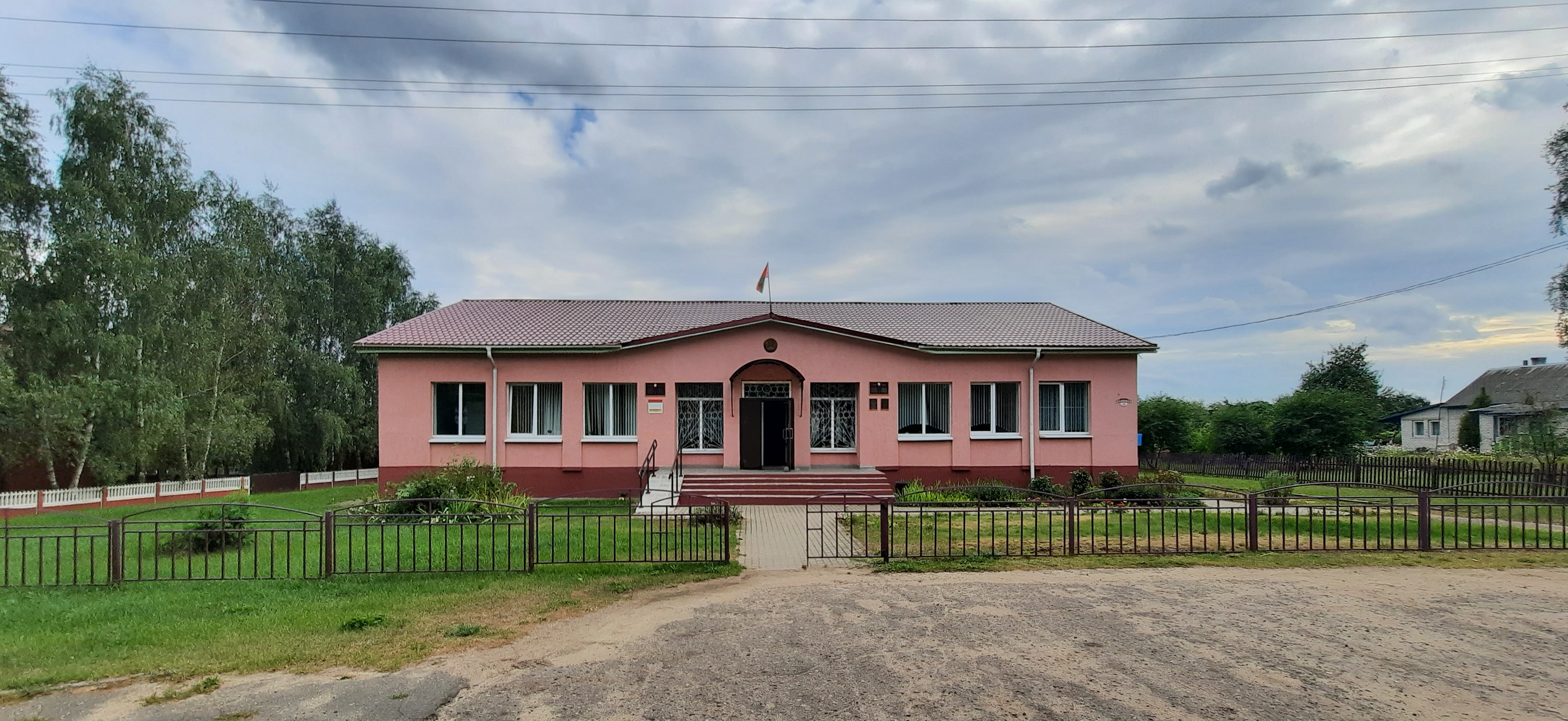
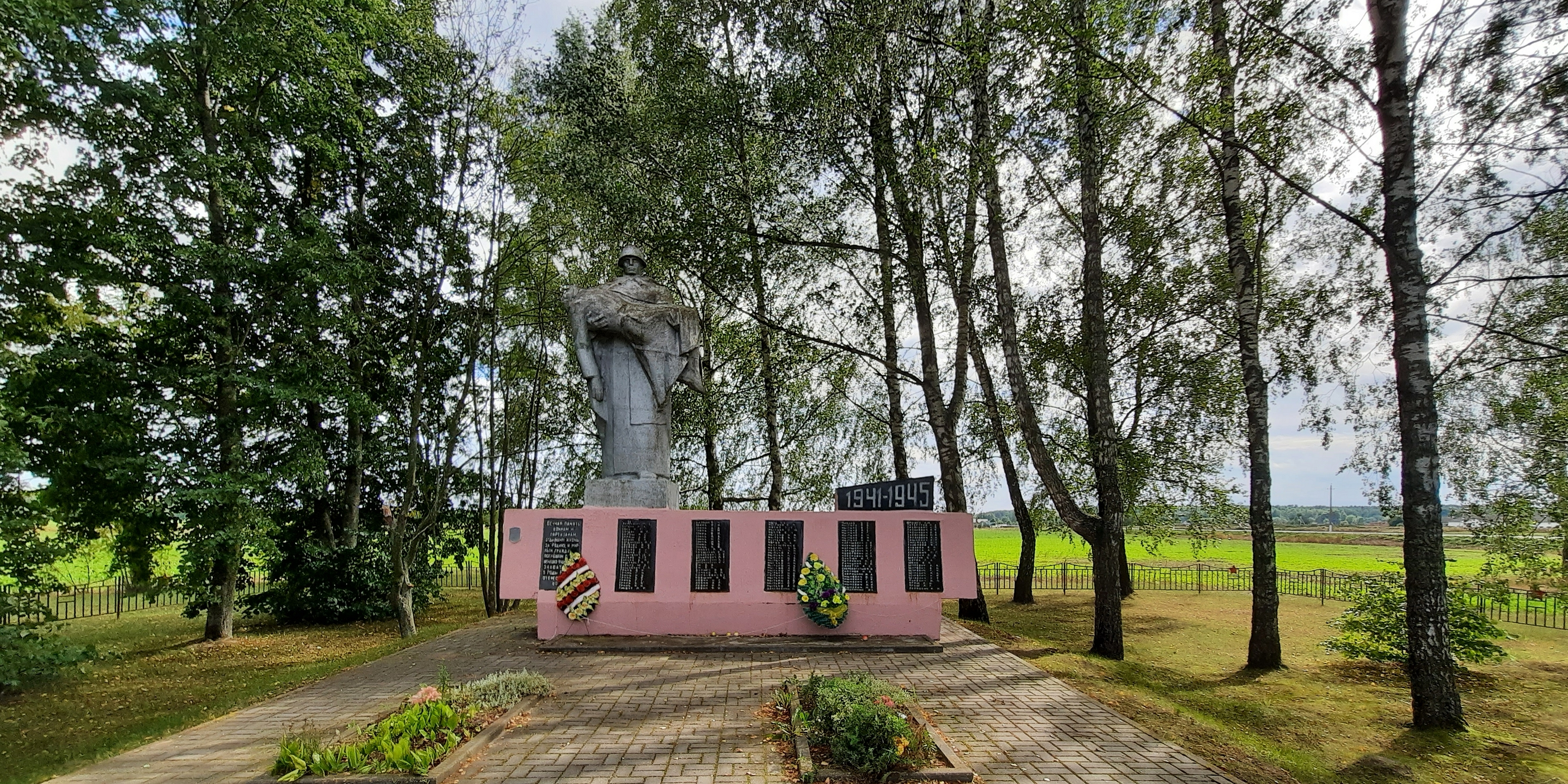
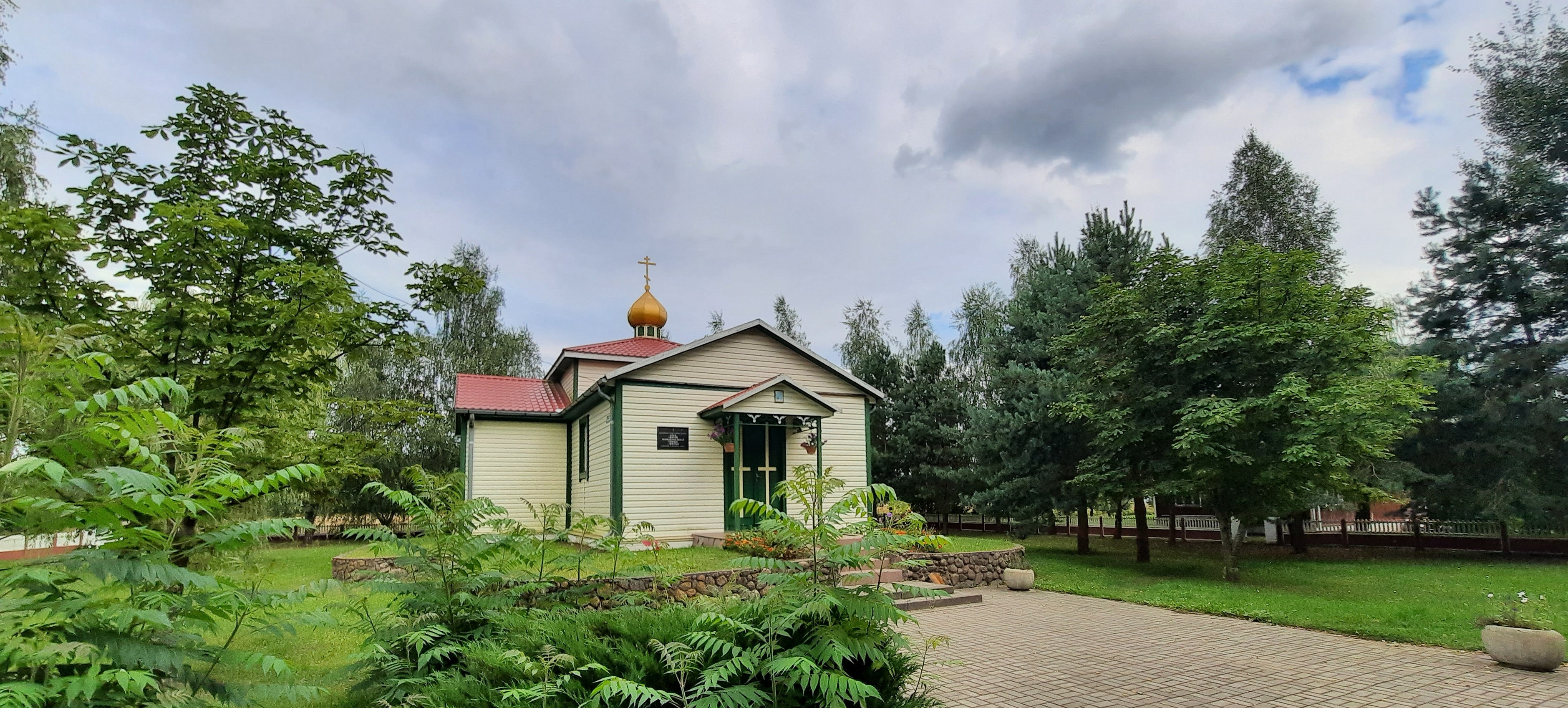